# Scott Caan
Scott Caan (født 23. august 1976 i Los Angeles i California, USA) er en amerikansk skuespiller. Caans måske mest kendt rolle er som Turk Malloy i Ocean's Eleven (2001), Ocean's Twelve (2005) og Ocean's Thirteen (2007).

## Biografi

### Tidlig liv
Caan blev født i Los Angeles i California. Hans far er skuespilleren James Caan, og hans mor er den mindre kendte skuespillerinde, og tidligere model, Sheila Ryan. Forældrene til Scott Caan blev skilt et år efter at han blev født, og han har fire halvsøskende som en følge af sin fars andet ægteskab. Caan var roadie for band som Cypress Hill og House of Pain og medlem af hip-hopgruppen The Whooliganz, før han kom med i Playhouse West i Los Angeles.

### Karriere
Caan begyndte som skuespiller i slutningen af 1990'erne, og optrådte i flere independent film, og film med lavt budget. Hans første optræden i en verdenslanceret film var i rollen som en footballspiller ved navn Charlie Tweeder fra Texas, i den finansielt succesrige film Varsity Blues fra 1999. Efter den rolle optrådte Caan i flere studiofilm, inklusive i Ready To Rumble sammen med David Arquette i 2000, og i American Outlaws sammen med Colin Farrell i 2001.
I 2003 fik Caan sin debut som instruktør med filmen Dallas 362, en film som vandt en pris ved Las Vegas Film Festival samme år.

### Privatliv
Caan har datet den kendte Kimberly Stewart, samt modellerne Megan Gallagher og Kim Verbeck.

## Udvalgt filmografi
| År   | Titel                 | Rolle             | Noter |
| ---- | --------------------- | ----------------- | ----- |
| 1998 | Enemy of the State    | Jones             |       |
| 1999 | Varsity Blues         | Charlie Tweeder   |       |
| 1999 | Black and White       | Scotty            |       |
| 2000 | Boiler Room           | Richie O'Flaherty |       |
| 2000 | Gone in Sixty Seconds | Tumbler           |       |
| 2000 | Ready to Rumble       | Sean Dawkins      |       |
| 2001 | American Outlaws      | Cole Younger      |       |
| 2001 | Novocaine             | Duane Ivey        |       |
| 2001 | Ocean's Eleven        | Turk Malloy       |       |
| 2003 | Dallas 362            | Dallas            |       |
| 2004 | Ocean's Twelve        | Turk Malloy       |       |
| 2005 | Into the Blue         | Bryce             |       |
| 2006 | Friends with Money    | Mike              |       |
| 2007 | Ocean's Thirteen      | Turk Malloy       |       |
| 2007 | Brooklyn Rules        | Carmine           |       |